# Aglaops youboialis
Aglaops youboialis is een vlinder uit de familie van de grasmotten (Crambidae). De wetenschappelijke naam van deze soort is voor het eerst voorgesteld als Xanthopsamma youboialis door Eugene Gordon Munroe en Akira Mutuura in een publicatie uit 1968.

## Type
- holotype: "male. VI.1904"
- instituut: BMNH, Londen, Engeland
- typelocatie: "China, Hainan, Youboi"

## Verspreiding
De soort komt voor in China.